# Art rupestre de Chongoni
L'Art rupestre de Chongoni est un ensemble de peintures rupestres situé dans la réserve de Chongoni, au Malawi. L'ensemble des sites a été inscrit en 2006 sur la liste du Patrimoine mondial de l'UNESCO.
L'ensemble de Chongoni compte 127 sites d'art rupestre, « la plus riche concentration d’art rupestre d’Afrique centrale », comprenant des peintures des chasseurs-cueilleurs Batwa, datant de la fin du Later Stone Age, et celles des agriculteurs Chewas, datant de l'Âge du fer, réalisées sur des parois en granite.

## Emplacement
Les sites se situent dans la région montagneuse de Dedza, la plus haute ville du Malawi (1 600 m), à environ 80 km au sud-est de Lilongwe, peuplée dès les temps préhistoriques. C'est « la plus riche concentration d’art rupestre d’Afrique centrale, ». Les 127 sites sont répartis sur une zone de 126,4 km2. Situées sur les pentes de collines boisées, les roches en surplomb protègent les parois des sites, dont 5 sont situés en dehors des limites de la réserve forestière de Chongoni.

## Histoire
Des artéfacts vieux de 2 500 ans montrent que la région de Chongoni a été habitée par des chasseurs-cueilleurs de la fin de l'âge de la pierre, auxquels on doit les premières créations picturales.
Un peuplement datant de l'Âge du fer est attesté au Ier millénaire, lorsqu'on voit apparaître des peintures « naturalistes », réalisées avec de l'argile blanche par des agriculteurs sédentaires.
Au XVe siècle les Chewas arrivent du nord, depuis ce qui est de nos jours la République démocratique du Congo, pour établir l'empire Maravi lequel donna son nom au pays. Ils sont suivis, au XIXe siècle, par les Ngoni qui, fuyant les territoires de l'actuelle Afrique du Sud, s'établissent dans la région de Chongoni. Les Chewas, organisés en société secrète, le Nyau, préservent les traditions culturelles contre les envahisseurs ngoni, puis, plus tard, les colonisateurs européens ; ils continuent jusqu'à nos jours à utiliser les sites comme lieux rituels,. Les chasseurs-cueilleurs et les agriculteurs sédentaires coexistent jusqu'au XIXe siècle, jusqu'à la sédentarisation des premiers.
La zone est déclarée réserve forestière en 1924 et les premières peintures rupestres sont découvertes dans les années 1930. Durant les années 1950, les sites commencent à être décrits dans le détail.

## Caractéristiques
À la suite de la migration des Chewas, l'argile blanche est utilisée pour les peintures, alors que leurs prédécesseurs Batwa utilisaient des pigments rouges. Cette tradition perdure au moins jusqu'au XXe siècle, en lien avec les rituels d'initiation des femmes, les invocations de la pluie et les rituels funéraires. Les rochers servent aussi de lieux rituels à la société secrète des Nyau.
« L’art rupestre des sites de Chongoni témoigne de l’histoire et des traditions culturelles des peuples du plateau du Malawi : passage d’un style de vie de recherche de subsistance à la production de nourriture, invasion Ngoni au sein de la communauté Chewa, et arrivée de l’homme blanc »,.
Le site de Chentcherere, dans les collines du même nom, forme le cœur de la zone, avec six abris sous roche représentatifs d'un style « schématique et naturaliste ». Le site de Namzeze recèle des peintures géométriques rouges et plusieurs de couleur blanche. Le site de Mphunzi montre des peintures zoomorphes.

## Galerie

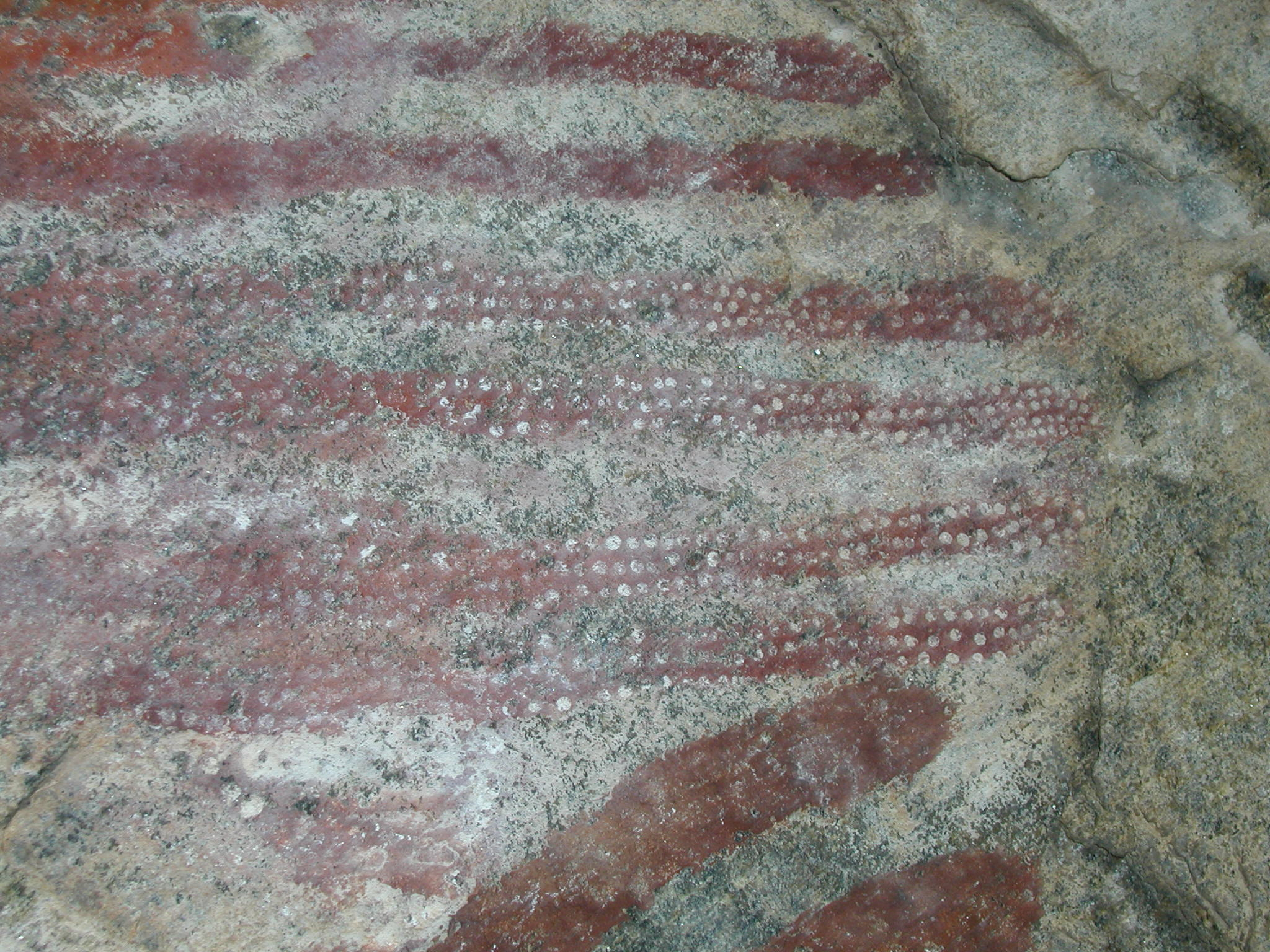
Rayures rouges.
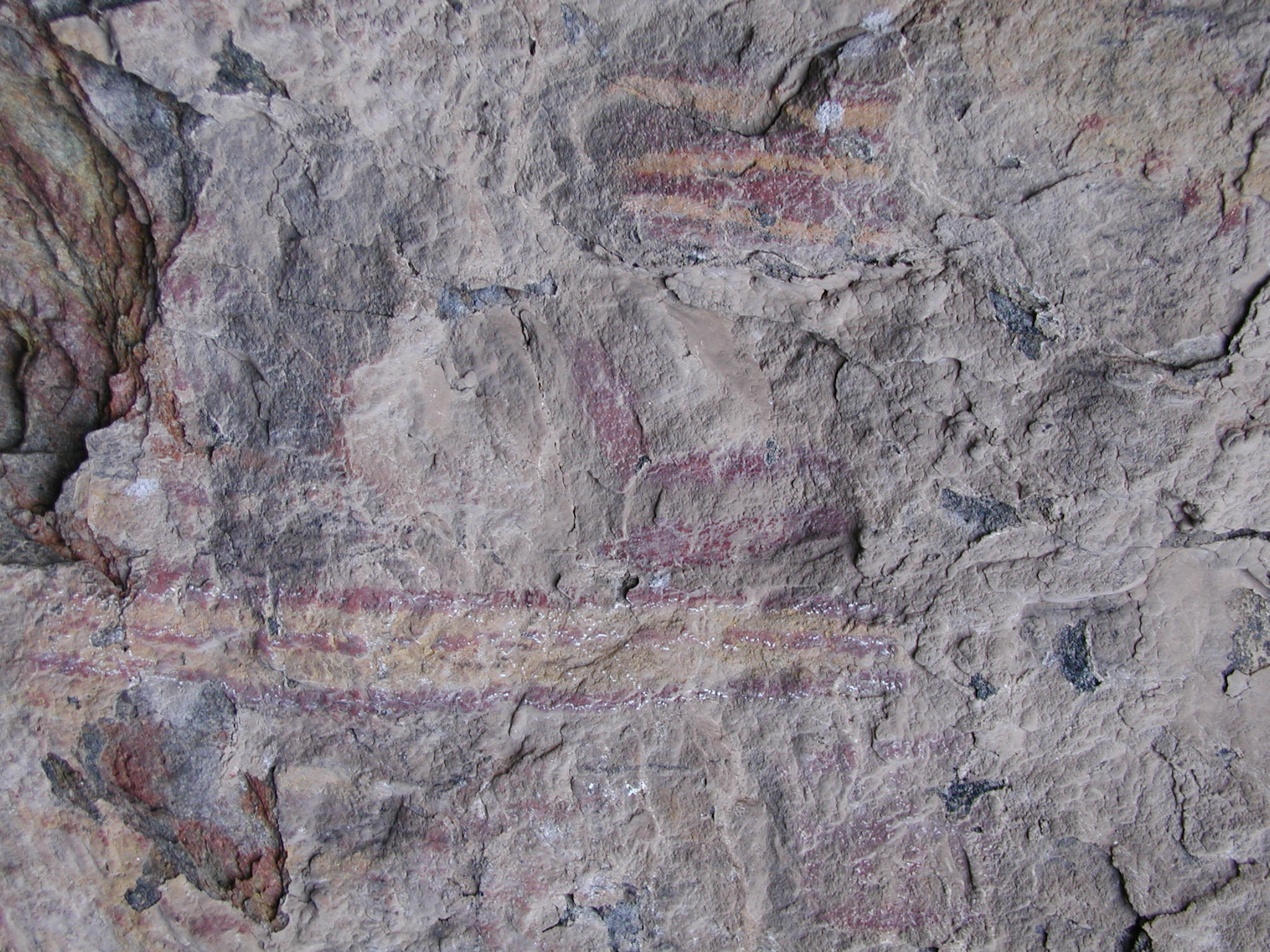
Peinture animalière rouge.
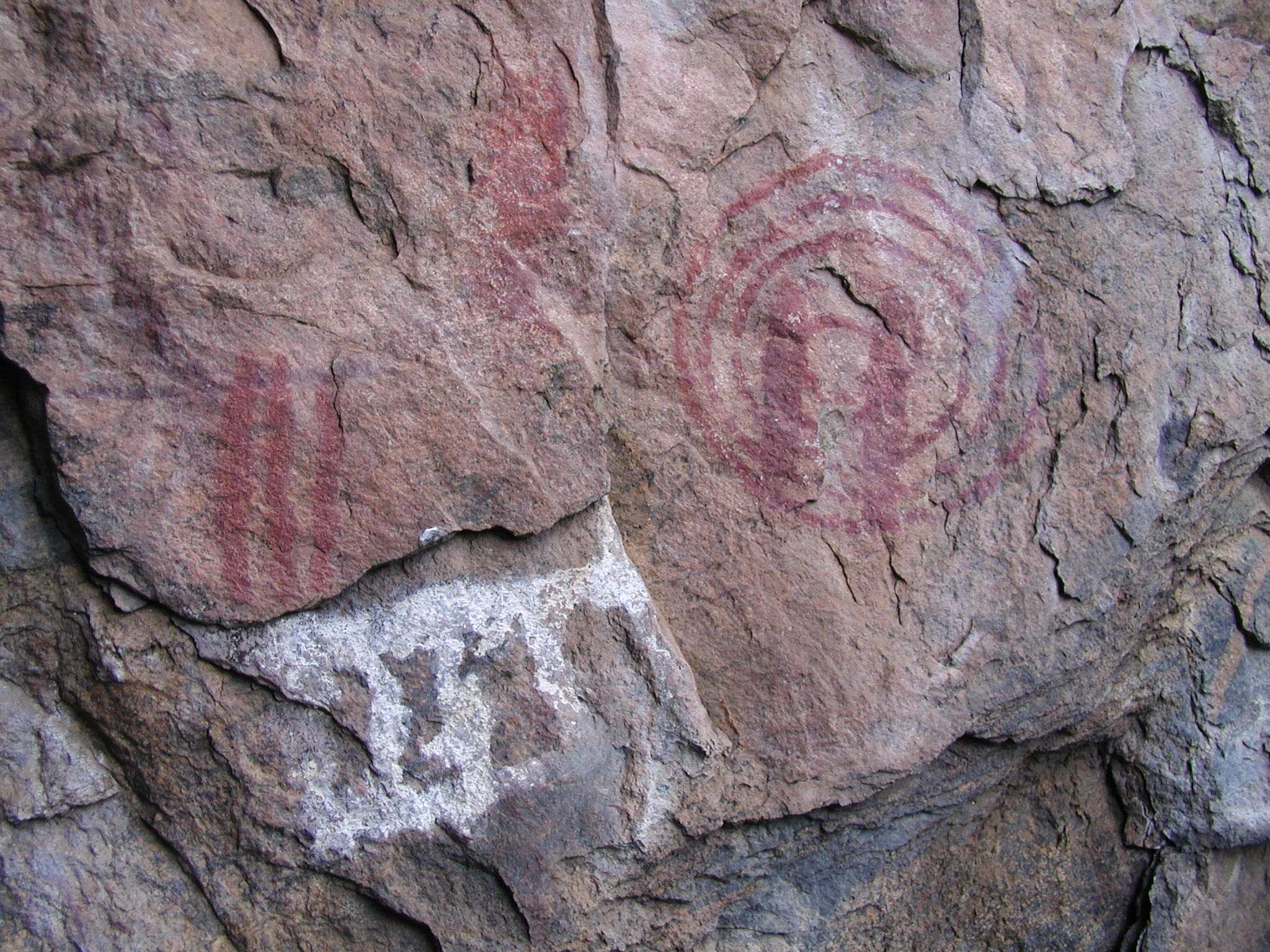
Spirale rouge et animaux blancs.
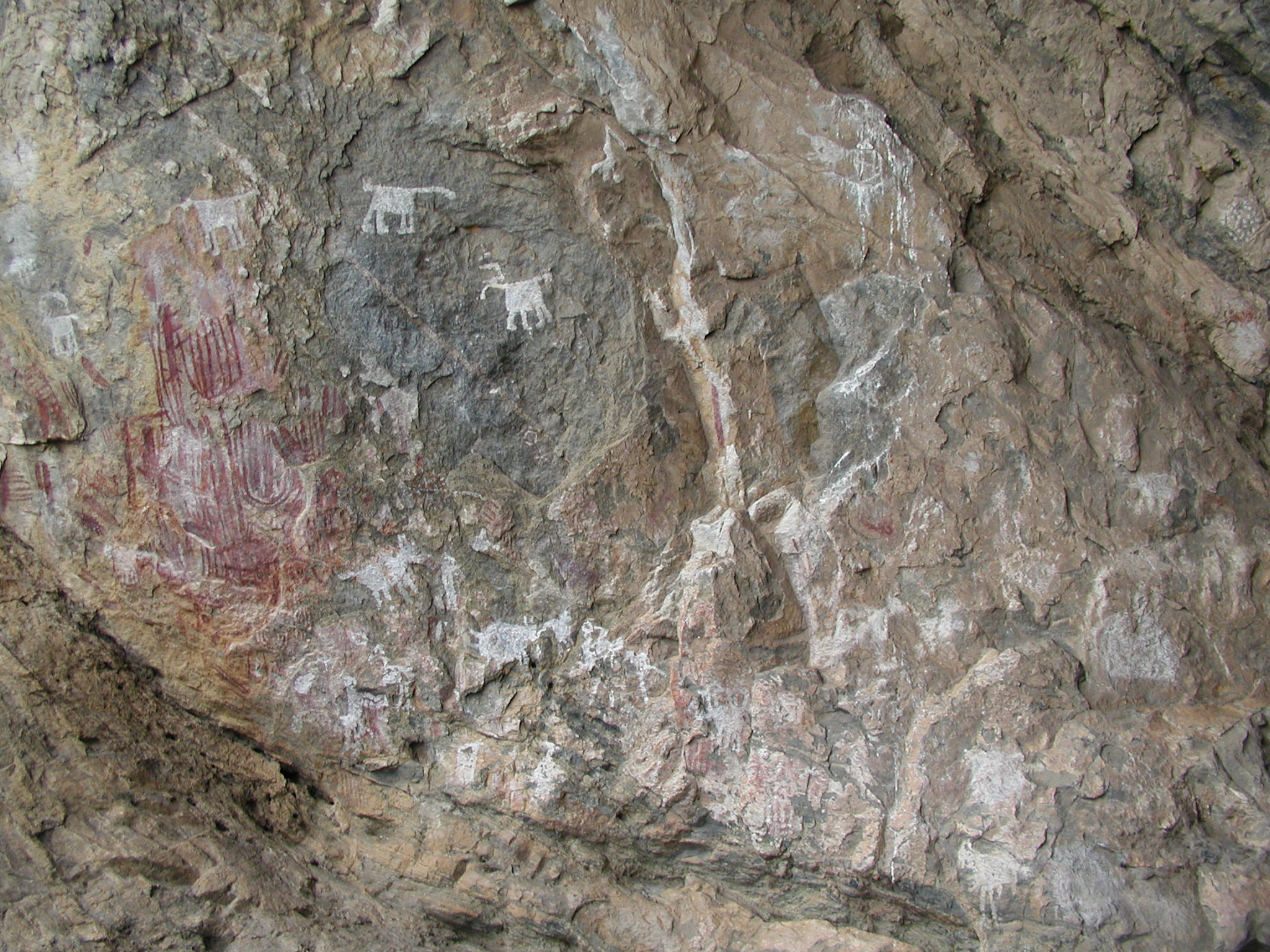
Animaux blancs.
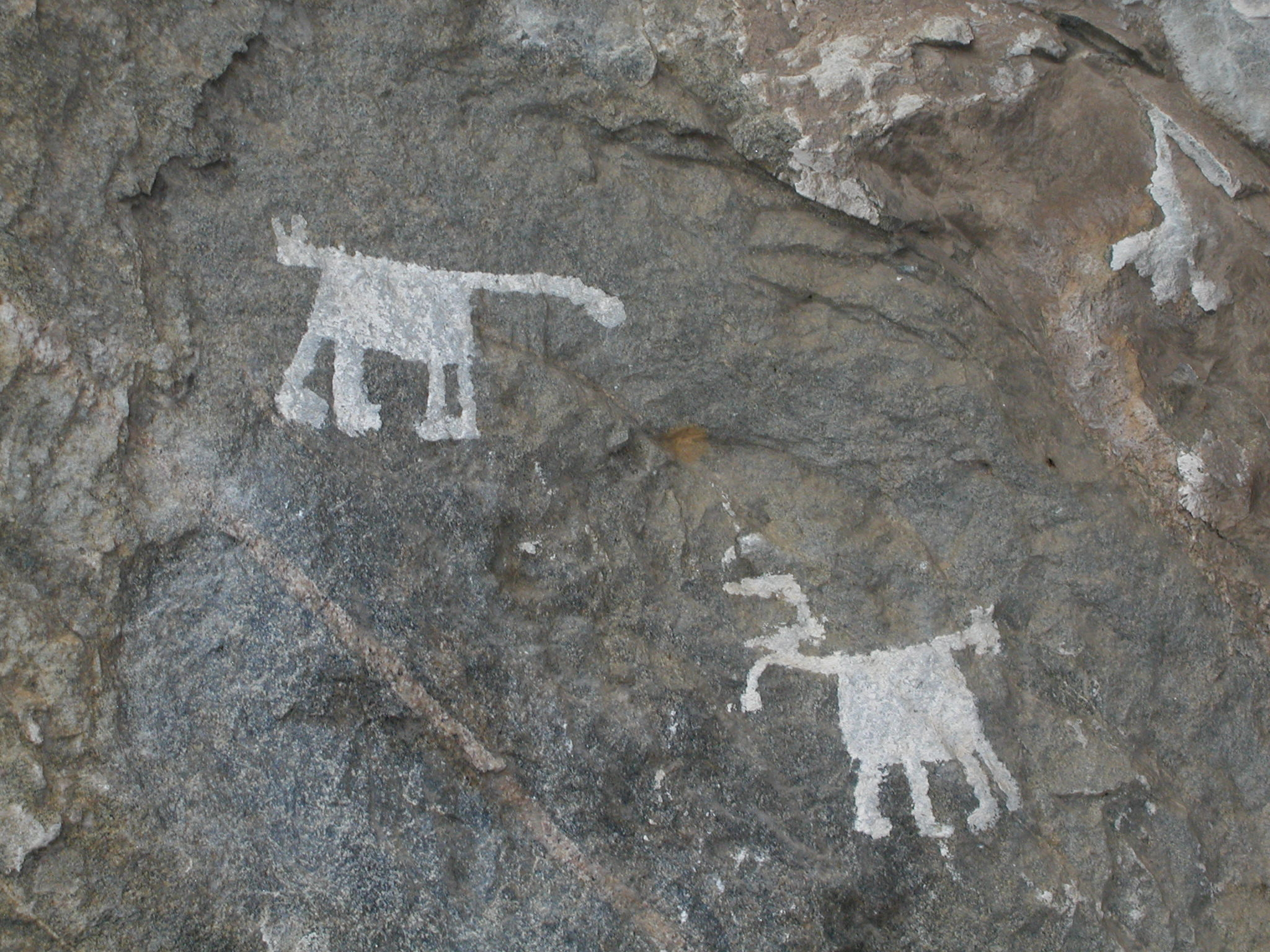
Animaux blancs.

## Protection
Les peintures et les sites sont protégés au titre de la loi sur les monuments et reliques de 1990, à l'intérieur de la réserve de Chongoni, protégée depuis 1997 au titre de la loi sur les forêts.
Cinq sites, situés hors de la réserve, sont protégés avec le statut de monument national ; ils sont également ouverts à la visite du public.

### Traduction
- (en) Cet article est partiellement ou en totalité issu de l’article de Wikipédia en anglais intitulé « Chongoni Rock Art Area » (voir la liste des auteurs).